# Charles Vance Millar
Charles Vance Millar (1853 - 31 de octubre de 1926) fue un abogado canadiense. A pesar de haber sido altamente exitoso en su trabajo, Millar pasó a la historia por sus bromas que se burlaban de la hipocresía y la avaricia de la gente. Uno de sus juegos favoritos era dejar billetes de pequeña denominación en la acera, esconderse y ver a los transeúntes recogerlos furtivamente.
La última y más grande broma de Millar fue su testamento, que estaba lleno de deseos absurdos. Estos incluían dejar acciones de pistas de carreras a gente que estaba en contra de las apuestas, y una casa de vacaciones en la Jamaica británica a tres abogados que se detestaban.
Su último deseo era el más raro de todos: el patrimonio restante de Millar debía ser convertido en dinero en efectivo y dado a la mujer que tuviera más hijos en Toronto en un periodo de diez años después de su muerte. En caso de empate, el dinero debía ser repartido equitativamente. El concurso resultante fue conocido como el Great Stork Derby (el gran derby de la cigüeña).
Aunque el Gobierno de Ontario intentó invalidar el testamento, Millar lo había hecho con sumo cuidado. El testamento logró sobrevivir diez años de litigios, y el concurso continuó ininterrumpido. Como Millar había invertido en diversos negocios a largo plazo, principalmente en la construcción del túnel Detroit-Windsor, su patrimonio creció enormemente durante esos diez años, valiendo finalmente $750.000.
Hubo cuatro ganadoras; cada una había dado a luz a nueve hijos. Fueron: Annie Katherine Smith, Kathleen Ellen Nagle, Lucy Alice Timlek e Isabel Mary Maclean. Cada una recibió $125.000. Posteriormente, otras dos mujeres recibieron $12.500: Lillian Kenny (diez partos pero dos nacidos muertos) y Pauline Mae Clark (diez hijos pero varios ilegítimos).
Se rumorea que Millar preparó esta cláusula en su testamento para atacar los partos excesivos y las prohibiciones de controles de natalidad.